# Avanti Communications
Avanti Communications ist ein Betreiber von Kommunikationssatelliten mit Hauptsitz in London. Das Unternehmen wurde 2002 gegründet.
Die Satellitenflotte von Avanti Communications besteht aus fünf geostationären Satelliten, welche die Bezeichnung Hylas (Akr. für Highly Adaptable Satellite) tragen. Sie können in Europa, Afrika und im Nahen Osten empfangen werden. Bodenstationen befinden sich in Goonhilly, Vereinigten Königreich, auf Zypern, in der Türkei, in Deutschland, Südafrika und Nigeria. Avanti besitzt des Weiteren Glasfasernetzwerke, welche internationale Rechenzentren miteinander verbinden.

## Organisation
Seit 2018 wird Avanti von Kyle Whitehill als Chief Executive Officer geleitet. Er folgte auf David Williams, welcher Mitgründer des Unternehmens war und bereits im September 2017 seinen Posten abgegeben hatte.
Avanti war an der Londoner Börse notiert. Die Börsennotierung endete auf Betreiben der Aktionäre im September 2019.

## Satellitenflotte
Stand der Liste: 18. Oktober 2023
| Name                | Startdatum (UTC) | Trägerrakete  | Startplatz | Satellitenbus                | NSSDC-ID  | Position   | Anmerkungen                        |
| ------------------- | ---------------- | ------------- | ---------- | ---------------------------- | --------- | ---------- | ---------------------------------- |
| HYLAS 1             | 26. Nov. 2010    | Ariane 5 ECA  | CSG ELA-3  | Insat-2000 (ISRO)            | 2003-044A | 159,6° Ost | inaktiv                            |
| HYLAS 2             | 2. Aug. 2012     | Ariane 5 ECA  | CSG ELA-3  | STAR-2.4 (Orbital ATK)       | 2012-043B | 72,5° West |                                    |
| HYLAS 2B (Astra 5B) | 22. März 2014    | Ariane 5 ECA  | CSG ELA-3  | Eurostar 3000 (EADS Astrium) | 2014-011B | 23,5° Ost  | angemietete Transponderkapazitäten |
| HYLAS 3 (EDRS-C)    | 6. Aug. 2019     | Ariane 5 ECA+ | CSG ELA-3  | SmallGEO (OHB-System)        | 2019-049A | 31,2° Ost  | Zweitnutzlast an Bord von EDRS-C   |
| HYLAS 4             | 5. Apr. 2018     | Ariane 5 ECA+ | CSG ELA-3  | GEOStar-3 (Orbital ATK)      | 2018-033B | 33,5° West |                                    |